# Kernobstlagerung
Bei der Lagerung von Kernobst unterscheidet man drei bis vier verschiedene Lagerstufen: Naturlager, Kühllager und CA-Lager sowie eventuell die ULO-Lagerung als eigenständige Lagerform.

## Naturlagerung
Ein Naturlager oder Frischluftlager ist meist einfach ein kühler Erdkeller mit möglichst hoher Luftfeuchtigkeit. Diese Lagerform spielt allerdings nur im häuslichen Bereich und im Liebhaber-Obstbau eine Rolle. Mit dünnen Folienbeuteln aus Polyethylen, die allerdings von Zeit zu Zeit mit Nadelstichen entlüftet werden müssen, kann man eine Art CA-Lagereffekt im Haushalt erreichen.

## Kühllagerung
In einem Kühllager wird durch Kältemaschinen die Temperatur je nach Sorte konstant auf einem Wert von 0 °C bis +4 °C für Äpfel sowie −1 °C bis +1 °C für Birnen gehalten und dadurch der Reifeprozess verlangsamt. Zusätzlich sind Kühllager mit Luftbefeuchtungsanlagen versehen, die eine Luftfeuchtigkeit zwischen 90 % und 95 % gewährleisten und dadurch das Austrocknen der Früchte verringern.

## CA-Lagerung
Ein CA-Lager (Controlled Atmosphere) ist ein gasdichtes Kühllager, in dem zusätzlich zu Temperatur und Luftfeuchtigkeit die Zusammensetzung der Luft bezüglich Sauerstoff und Kohlendioxid auf einem konstanten Wert gehalten wird. Der Sauerstoff-Anteil in der Luft wird verringert und der Kohlendioxid-Anteil erhöht und dadurch wird der Reifungsprozess stark verlangsamt. Die gewünschten Werte an Sauerstoff und Kohlendioxid werden eingestellt oder entstehen nach einiger Zeit durch das Reifen der Früchte in dem gasdichten Raum von selbst, indem bei der Reifung (=Atmung) Sauerstoff verbraucht und Kohlendioxid erzeugt wird.

## ULO-Lagerung
Eine Weiterentwicklung des CA-Lagers ist das so genannte ULO-Lager (Ultra Low Oxygen), bei dem der Sauerstoffgehalt extrem knapp an der für eine Aufrechterhaltung der biologischen Reifeaktivität notwendigen Mindestgrenze gehalten wird und die Reifung der Früchte dadurch extrem verlangsamt werden kann.